# Рыжов, Евграф Михайлович
Евграф Михайлович Рыжов (16 декабря 1916, деревня Дубенец, Смоленская губерния — 12 декабря 1982, Евпатория) — советский лётчик-ас истребительной авиации Военно-воздушных сил Черноморского флота ВМФ СССР во время Великой Отечественной войны, Герой Советского Союза (23.10.1942). Гвардии майор (11.12.1946).

## Биография
Родился 16 декабря 1916 года в деревне Дубенец (ныне — Тёмкинского района Смоленской области). Окончил среднюю школу и школу ФЗУ в Вязьме. Работал слесарем в паровозном депо в Москве и учился на вечернем рабфаке.
В Военно-Морском Флоте с августа 1936 года. По путёвке комсомола направлен в Военно-морское авиационное училище имени И. В. Сталина в городе Ейске. По окончании училища в ноябре 1938 года направлен в 32-й истребительный авиационный полк ВВС Черноморского флота на должность младшего лётчика, в ноября 1938 года стал старшим лётчиком, в мае 1941 года — командиром звена.
В боях Великой Отечественной войны с июня 1941 года в составе того же полка. Участник обороны Севастополя. 27 июля 1941 года в районе острова Джарылгач на истребителе МиГ-3 таранил и сбил немецкий бомбардировщик Хе-111. Повреждённый самолёт Рыжова тоже упал в море и он несколько часов плыл к берегу, пока его на обнаружил высланный на его поиски катер. Это был первый воздушный таран среди лётчиков Черноморского флота. В январе 1942 года был переведён командиром звена в 7-й истребительный авиационный полк ВВС ВМФ той же авиабригады. Оборонял Севастополь до последних дней его обороны. Член ВКП(б) с 1942 года. 
Лётчик 7-го истребительного авиационного полка военно-воздушных сил Черноморского флота ВМФ СССР капитан Евграф Рыжов к июню 1942 года совершил 254 боевых вылета, провёл 45 воздушных боёв, сбил 8 лично и 3 в группе самолётов противника.
Указом Президиума Верховного Совета СССР от 23 октября 1942 года капитану Рыжову Евграфу Михайловичу присвоено звание Героя Советского Союза с вручением ордена Ленина и медали «Золотая Звезда».
Участвовал в битве за Кавказ, в июле 1942 года стал заместителем командира эскадрильи, в октябре 1942 — командиром эскадрильи 7-го иап ВВС ЧФ. Пересел на истребитель ЛаГГ-3.
В июне 1943 года назначен помощником командира 6-го гвардейского истребительного авиационного полка по лётной подготовке и воздушному бою, в этом полку летал на истребителе Як-1. В июле (по другим данным в октябре) 1943 года в воздушном бою был тяжело ранен и в строй уже не вернулся. Находился в распоряжении командующего ВВС Черноморского флота, проходя лечение в госпиталях.
Всего во время участия в Великой Отечественной войне произвёл 300 боевых вылетов, в 54 воздушных боях сбил лично 11 и в группе 5 самолётов противника.
С марта 1946 года майор Е. М. Рыжов — в отставке. Жил в городе Вязьма Смоленской области, потом — в Евпатории. 
Умер 12 февраля 1982 года. Похоронен на Аллее Героев Воинского кладбища в Евпатории.

## Награды
- Герой Советского Союза (23.10.1942)
- Орден Ленина (23.10.1942)
- Два ордена Красного Знамени (13.08.1941, 9.08.1942)
- Ряд медалей СССР

## Память
- Бюст установлен в парке Героев поселка Кача под Севастополем.
- В городе-герое Севастополе именем Е. М. Рыжова назван сквер, где ему установлен памятник.
- Имя Героя выбито на памятнике защитникам Севастополя 1941—1942 годов.